# Pétros Papadópoulos
Pétros Papadópoulos (en grec moderne : Πέτρος Παπαδόπουλος) est un pilote de rallyes grec, vainqueur en 1954 du Rallye de l'Acropole, sur Opel Rekord avec Spyros Dimitrakos. Il termine 5e en 1957, sur MGA.

## Palmarès
- Vainqueur en 1954 du Rallye de l'Acropole, sur Opel Rekord (copilote Spyros Dimitrakos)[1];
  - 5e en 1957, sur MGA (copilote N.Politis);
  - 27e en 1956, sur MGA (copilote N.Politis).